# Toon Koster
Anthonius (Toon) Henricus Koster (Schiedam, 19 januari 1913 - Utrecht, 25 november 1989) was een Nederlandse kunstschilder. Hij is vooral bekend vanwege zijn landschappen met dramatische luchten.

## Levensloop
Kosters vader was kapper. Koster volgde zelf vanaf 1934 de Rotterdamse Kunstacademie waar hij werd opgeleid tot schilder en graficus. Na het afronden van zijn studie in 1936 maakte hij "studiereizen" naar Frankrijk, Spanje, Duitsland, Zwitserland en Noord-Afrika.
In de meidagen van 1940 was Koster gelegerd bij de veldartillerie in Monster. In de eerste oorlogsjaren kreeg hij net zoals Wim Chabot een of meer opdrachten tot het maken van muurschilderingen op noodwinkels in Rotterdam, zo kwamen ze in contact. Tijdens de oorlog werd Koster lid van de Kultuurkamer, zodat hij schilderijen kon blijven verkopen en aan tentoonstellingen meedoen. Na de oorlog signeerde hij zijn werken voor een korte periode met Koester of Cautier. Hij maakte toen vooral portretten.
Na zijn trouwen begin 1940 vond Koster een woning in Nieuwkoop. Tien jaar later verhuisde het gezin naar Noorden. Veel van zijn schilderijen zijn gemaakt in en rondom deze dorpen. In 1955 maakte Koster verschillende muurschilderingen voor de Nationale Energie Manifestatie 1955 (E55) in Rotterdam. Daarbij werkte hij onder andere samen met Karel Appel. In de jaren zestig produceerde Koster veel schilderijen die in de Verenigde Staten werden verkocht. Deze schilderijen hadden vaak dezelfde opzet: een polderlandschap dat door maanlicht werd beschenen. Hij maakte er soms wel tien tot vijftien op een dag. Mede hierdoor kreeg Koster de reputatie van 'broodschilder'.
In de laatste jaren van zijn leven ontving Koster in de vorm van enkele grote exposities meer waardering voor zijn oeuvre.

### NSB-lidmaatschap
In het boek Toon Koster: zijn werk & zijn leven van Van Opstal en De With uit 1998 wordt gerefereerd aan het lidmaatschap van de Kultuurkamer. Er wordt in eindnoot 37 tevens verwezen naar het destijds niet openbare dossier 4628/46 van het Bijzonder gerechtshof in Den Haag. Inmiddels kan het wel geraadpleegd worden in het Nationaal Archief. Uit dat dossier blijkt dat Koster op 13 mei 1945 aangehouden werd  en op 13 juni 1945 geïnterneerd werd wegens zijn lidmaatschap sinds september 1940 van de Nationaal-Socialistische Beweging (NSB). In de door de Politieke Opsporingsdienst opgemaakte Persoonsbeschrijving staat onder meer: 'A.H. Koster is bij iedereen in Nieuwkoop zeer gezien. Niemand liet hem in de steek, hij liet ook niemand in de steek. Onderduikers verleende hij zijn medewerking en voor zover het in zijn vermogen lag mochten vele hongerlijders, die er bij hem aan de deur kwamen, mee-eten.'
De Procureur-Fiscaal bij het Bijzonder Gerechtshof, mr. dr. F. Hollander, ervan overtuigd dat Koster in moeilijke omstandigheden verkerende, door een propagandist van de NSB was bewerkt met de idee dat de partij voor kunstenaars alles zou kunnen betekenen, daardoor toehapte, maar verder helemaal niets van doen had met de NSB, én dat hij onderduikers had geholpen, besloot op 19 september 1946 tot buitenvervolgingstelling met enige voorwaarden (tijdelijk niet exposeren).

## Stijl
Koster stond in de traditie van de Haagse School, hoewel hij zelf stelde dat "richting niet bestaat". Zijn grote voorbeeld was Jan Hendrik Weissenbruch. In de schilderijen van Koster zijn ook invloeden terug te vinden van onder andere de Amsterdamse School en het Vlaamse expressionisme.
De schilder is vooral bekend vanwege zijn landschappen met dramatische luchten. Zijn oeuvre, dat waarschijnlijk meer dan duizend schilderijen omvat, bestaat ook uit stillevens, buitenlandse stadsgezichten en landschappen, portretten, figureren en dieren.

## Persoonlijk
Samen met zijn vrouw had Toon Koster tien kinderen. Na zijn dood werd hij begraven achter de Nederlandse Hervormde Kerk in Nieuwkoop.